# Hemieuxoa rudens
Hemieuxoa rudens är en fjärilsart som beskrevs av Harvey 1874. Hemieuxoa rudens ingår i släktet Hemieuxoa och familjen nattflyn. Inga underarter finns listade i Catalogue of Life.